# Tương Dương (huyện)
Tương Dương là một huyện miền núi cũ nằm ở phía tây tỉnh Nghệ An và cũng là huyện có diện tích tự nhiên lớn nhất Việt Nam. Đây là một huyện được UNESCO đưa vào danh sách các địa danh thuộc Khu dự trữ sinh quyển miền tây Nghệ An.

## Địa lý
Tương Dương là một huyện miền núi vùng cao nằm ở phía Tây Nam tỉnh Nghệ An, cách thành phố Vinh gần 200 km và cách Cửa khẩu quốc tế Nặm Cắn 90 km, huyện có diện tích gấp hơn 3 lần tỉnh Bắc Ninh, rộng hơn 3 tỉnh Bắc Ninh, Hà Nam, Hưng Yên cộng lại và gần gấp đôi tỉnh Thái Bình, có quốc lộ 7A đi qua, có tổng chiều dài đường biên giới với nước Lào là 59,73 km. Huyện Tương Dương có vị trí địa lý:
- Phía tây giáp huyện Kỳ Sơn
- Phía bắc và Phía nam giáp Lào
- Phía đông bắc giáp huyện Quế Phong
- Phía đông giáp huyện Quỳ Châu
- Phía đông nam giáp huyện Con Cuông.

### Điều kiện tự nhiên
Huyện có diện tích tự nhiên là 2812,07 km² (chiếm 17% diện tích toàn tỉnh),và là đơn vị cấp huyện có diện tích lớn nhất tỉnh Nghệ An và của cả nước, trong đó diện tích đất nông nghiệp chỉ có 901,09 ha (chiếm 0,32% diện tích tự nhiên của huyện), còn lại là đất lâm nghiệp và các loại đất khác. Toàn bộ huyện nằm trong vùng địa hình có độ cao trung bình từ 65 – 75 m so với mực nước biển, địa hình phức tạp, núi non hiểm trở,nhiều núi cao và có nhiều thung lũng nhỏ hẹp.Đồi núi bị chia cắt mạnh bởi 3 dòng sông chính là sông Lam, Nậm Nơn và Nậm Mộ, giao thông đi lại khó khăn. Khí hậu và thời tiết khắc nghiệt. Tài nguyên thiên nhiên khá phong phú,đa dạng nhưng trữ lượng không lớn. 97% diện tích là đồi núi, còn lại là những dãy đất nhỏ hẹp ven sông.
| Dữ liệu khí hậu của Tương Dương                              | Dữ liệu khí hậu của Tương Dương | Dữ liệu khí hậu của Tương Dương | Dữ liệu khí hậu của Tương Dương | Dữ liệu khí hậu của Tương Dương | Dữ liệu khí hậu của Tương Dương | Dữ liệu khí hậu của Tương Dương | Dữ liệu khí hậu của Tương Dương | Dữ liệu khí hậu của Tương Dương | Dữ liệu khí hậu của Tương Dương | Dữ liệu khí hậu của Tương Dương | Dữ liệu khí hậu của Tương Dương | Dữ liệu khí hậu của Tương Dương | Dữ liệu khí hậu của Tương Dương |
| Tháng                                                        | 1                               | 2                               | 3                               | 4                               | 5                               | 6                               | 7                               | 8                               | 9                               | 10                              | 11                              | 12                              | Năm                             |
| ------------------------------------------------------------ | ------------------------------- | ------------------------------- | ------------------------------- | ------------------------------- | ------------------------------- | ------------------------------- | ------------------------------- | ------------------------------- | ------------------------------- | ------------------------------- | ------------------------------- | ------------------------------- | ------------------------------- |
| Cao kỉ lục °C (°F)                                           | 36.7 (98.1)                     | 39.0 (102.2)                    | 41.6 (106.9)                    | 42.2 (108.0)                    | 44.2 (111.6)                    | 41.5 (106.7)                    | 41.3 (106.3)                    | 39.6 (103.3)                    | 39.0 (102.2)                    | 38.2 (100.8)                    | 37.2 (99.0)                     | 36.0 (96.8)                     | 44.2 (111.6)                    |
| Trung bình ngày tối đa °C (°F)                               | 23.1 (73.6)                     | 24.6 (76.3)                     | 28.2 (82.8)                     | 32.4 (90.3)                     | 34.5 (94.1)                     | 34.7 (94.5)                     | 34.6 (94.3)                     | 33.6 (92.5)                     | 32.0 (89.6)                     | 29.5 (85.1)                     | 26.7 (80.1)                     | 23.9 (75.0)                     | 29.8 (85.6)                     |
| Trung bình ngày °C (°F)                                      | 18.0 (64.4)                     | 19.4 (66.9)                     | 22.2 (72.0)                     | 25.6 (78.1)                     | 27.6 (81.7)                     | 28.3 (82.9)                     | 28.2 (82.8)                     | 27.5 (81.5)                     | 26.5 (79.7)                     | 24.4 (75.9)                     | 21.4 (70.5)                     | 18.4 (65.1)                     | 24.0 (75.2)                     |
| Tối thiểu trung bình ngày °C (°F)                            | 15.0 (59.0)                     | 16.4 (61.5)                     | 18.7 (65.7)                     | 21.6 (70.9)                     | 23.4 (74.1)                     | 24.4 (75.9)                     | 24.3 (75.7)                     | 24.1 (75.4)                     | 23.6 (74.5)                     | 21.6 (70.9)                     | 18.5 (65.3)                     | 15.4 (59.7)                     | 20.6 (69.1)                     |
| Thấp kỉ lục °C (°F)                                          | 4.0 (39.2)                      | 7.0 (44.6)                      | 7.3 (45.1)                      | 13.4 (56.1)                     | 17.4 (63.3)                     | 19.7 (67.5)                     | 21.5 (70.7)                     | 21.3 (70.3)                     | 16.7 (62.1)                     | 15.0 (59.0)                     | 9.9 (49.8)                      | 5.1 (41.2)                      | 4.0 (39.2)                      |
| Lượng Giáng thủy trung bình mm (inches)                      | 52.3 (2.06)                     | 39.7 (1.56)                     | 49.1 (1.93)                     | 62.0 (2.44)                     | 140.9 (5.55)                    | 108.5 (4.27)                    | 122.4 (4.82)                    | 234.2 (9.22)                    | 480.7 (18.93)                   | 514.1 (20.24)                   | 162.8 (6.41)                    | 69.9 (2.75)                     | 2.045,5 (80.53)                 |
| Số ngày giáng thủy trung bình                                | 13.3                            | 13.9                            | 14.6                            | 11.0                            | 10.7                            | 8.2                             | 7.8                             | 12.3                            | 14.9                            | 16.3                            | 13.1                            | 11.3                            | 147.6                           |
| Độ ẩm tương đối trung bình (%)                               | 89.3                            | 90.8                            | 90.4                            | 87.8                            | 80.8                            | 74.5                            | 73.7                            | 79.8                            | 85.3                            | 86.7                            | 86.1                            | 85.9                            | 84.2                            |
| Số giờ nắng trung bình tháng                                 | 68.7                            | 50.9                            | 69.4                            | 131.8                           | 216.3                           | 204.9                           | 219.8                           | 189.3                           | 157.5                           | 127.7                           | 99.4                            | 76.9                            | 1.614,1                         |
| Nguồn: Vietnam Institute for Building Science and Technology |                                 |                                 |                                 |                                 |                                 |                                 |                                 |                                 |                                 |                                 |                                 |                                 |                                 |

### Dân cư
Tương Dương có tổng số dân là 75.993 người, gồm 6 dân tộc chủ yếu là: Thái: 54.815 người; Hmông: 3.083 người; Tàypoọng: 549 người, Ơ Đu: 604 người, Kinh: 7.805 người; Khơ Mú: 8.979 người; dân tộc khác: 158 người (số liệu năm 2006, sẽ cập nhật lại sau cuộc Tổng điều tra dân số và nhà ở năm 2009).
Dân cư phân bố không đều, chủ yếu tập trung ở dọc quốc lộ 7A, đặc biệt là thị trấn Hòa Bình. Mật độ dân số trung bình là 30 người/km². Trình độ dân trí không cao. Huyện có cơ cấu dân số trẻ. Nguồn lao động dồi dào nhưng chủ yếu là lao động phổ thông, lao động có trình độ kỹ thuật và tay nghề ít. Nghề nghiệp chủ yếu là sản xuất nông nghiệp, năng suất chưa cao, áp dụng khoa học kỹ thuật vào sản xuất còn hạn chế. Phong tục tập quán lạc hậu còn tồn tại ở các xã vùng sâu, vùng xa và một số xã vùng trên.

## Hành chính
Huyện Tương Dương có 17 đơn vị hành chính cấp xã trực thuộc, bao gồm thị trấn Thạch Giám (huyện lỵ) và 16 xã: Hữu Khuông, Lượng Minh, Lưu Kiền, Mai Sơn, Nga My, Nhôn Mai, Tam Đình, Tam Hợp, Tam Quang, Tam Thái, Xá Lượng, Xiêng My, Yên Hòa, Yên Na, Yên Thắng, Yên Tĩnh.

## Lịch sử
Vùng đất huyện Tương Dương cùng với huyện Kỳ Sơn ở phía tây xưa kia là lãnh thổ của Vương quốc Bồn Man (vương quốc này nằm trải dài phía tây các tỉnh Nghệ An, Thanh Hóa, một phần Sơn La ngày nay của Việt Nam và tỉnh Hua Phan của Lào ngày nay. Vương quốc này chính thức bị sáp nhập vào Đại Việt thời vua Lê Thánh Tông (1479) và được mang tên Trấn Ninh).
Thời Hậu Lê, huyện Tương Dương thuộc phủ Trà Lân, xứ Nghệ An.
Sau Cách mạng tháng 8, tách làm huyện Tương Dương, gồm 21 xã: Bắc Lý, Bảo Nam, Bảo Thắng, Bình Nga, Chiêu Lưu, Hín Ngộn, Huồi Giàng, Huồi Tụ, Hữu Khuông, Hữu Kiệm, Kim Đa, Luân Mai, Mường Lống, Mường Típ, Mỹ Lý, Nậm Cắn, Phà Đánh, Tam Quang, Thạch Giám, Xá Lượng, Yên Na.
Ngày 17 tháng 5 năm 1961, Hội đồng Chính phủ ban hành Quyết định số 65-CP, chia huyện Tương Dương thuộc thành 2 huyện lấy tên là huyện Kỳ Sơn và huyện Tương Dương. Huyện Tương Dương gồm 9 xã: Hữu Khuông, Yên Na, Bình Nga, Kim Đa, Tam Quang, Thạch Giám, Xá Lượng, Chiêu Lưu, Luân Mai. Huyện Tương Dương mới này gồm toàn bộ huyện Hội Nguyên cũ (trừ xã Bình Chuẩn cắt về huyện Con Cuông), hai tổng của huyện Vĩnh Hòa là tổng Huyền Lãng và tổng Thanh Nhuế, một tổng của huyện Kỳ Sơn cũ là tổng Hữu Khuông.
Ngày 5 tháng 7 năm 1963, Bộ trưởng Bộ Nội vụ ra Quyết định số 125-NV chia xã Yên Na thành 3 xã: Yên Na, Yên Tĩnh, Yên Hòa, chia xã Bình Nga thành 2 xã: Nga My và Bình Chuẩn, xã Bình Chuẩn sáp nhập vào huyện Con Cuông.
Ngày 17 tháng 4 năm 1965, Bộ trưởng Bộ Nội vụ ra Quyết định số 143-NV chia xã Thạch Giám thành 2 xã Thạch Giám và Tam Thái; chia xã Xá Lượng thành 2 xã Xá Lượng và Lượng Minh; chia xã Kim Đa thành 2 xã Kim Đa và Kim Tiến; chia xã Hữu Khuông thành 2 xã Hữu Khuông và Hữu Dương; chia xã Yên Hòa thành 2 xã Yên Hòa và Yên Thắng; chia xã Chiêu Lưu thành 2 xã Lưu Kiền và Chiêu Lưu (sau này cắt về huyện Kỳ Sơn); chia xã Tam Quang thành 2 xã Tam Quang và Tam Đình.
Tháng 2 năm 1976, Tương Dương là huyện thuộc tỉnh Nghệ Tĩnh, gồm 18 xã: Chiêu Lưu, Hữu Dương, Hữu Khuông, Kim Đa, Kim Tiến, Luân Mai, Lượng Minh, Lưu Kiền, Nga My, Tam Quang, Tam Đình, Tam Thái, Thạch Giám, Xá Lượng, Yên Hòa, Yên Na, Yên Thắng, Yên Tĩnh.
Ngày 26 tháng 3 năm 1977, sáp nhập xã Chiêu Lưu của huyện Tương Dương vào huyện Kỳ Sơn.
Ngày 13 tháng 11 năm 1986, Hội đồng Bộ trưởng ra Quyết định số 139-HĐBT chia xã Luân Mai thành 3 xã Luân Mai, Mai Sơn và Nhôn Mai; chia xã Tam Thái thành 2 xã Tam Thái và Tam Hợp.
Ngày 22 tháng 7 năm 1989, Hội đồng Bộ trưởng ra Quyết định số 92-HĐBT, thành lập thị trấn Hòa Bình, thị trấn huyện lỵ huyện Tương Dương trên cơ sở tách một phần diện tích và dân số của xã Thạch Giám. Từ thời điểm này huyện Tương Dương gồm 20 xã và 1 thị trấn.
Ngày 12 tháng 8 năm 1991, huyện Tương Dương trở lại thuộc tỉnh Nghệ An.
Ngày 2 tháng 4 năm 2007, thành lập xã Xiêng My trên cơ sở tách một phần diện tích và dân số của xã Nga My.
Ngày 9 tháng 2 năm 2009, Chính phủ ban hành Nghị định 07/NĐ-CP giải thể các xã: Kim Đa, Kim Tiến, Hữu Dương, Luân Mai (nằm trong hồ thủy điện Bản Vẽ), theo đó:
- Điều chỉnh 10.579,75 ha diện tích tự nhiên và 355 người của xã Kim Đa; 4.567,66 ha diện tích tự nhiên của xã Kim Tiến vào xã Lượng Minh quản lý.
- Điều chỉnh 4.320,77 ha diện tích tự nhiên còn lại của xã Kim Đa vào xã Yên Na quản lý.
- Điều chỉnh 6.656,05 ha diện tích tự nhiên và 236 người của xã Hữu Dương; 7.662,00 ha diện tích tự nhiên còn lại của xã Kim Tiến vào xã Hữu Khuông quản lý.
- Điều chỉnh 6.403,17 ha diện tích tự nhiên và 350 người của xã Luân Mai và 3.073,18 ha diện tích tự nhiên của xã Hữu Dương vào xã Nhôn Mai quản lý.
- Điều chỉnh 1.929,36 ha diện tích tự nhiên của xã Luân Mai vào xã Mai Sơn quản lý.
- Điều chỉnh 3.650 người của xã Kim Đa và 1.598 người của xã Hữu Dương về khu tái định cư thuộc xã Hạnh Lâm, huyện Thanh Chương.
- Điều chỉnh 2.725 người của xã Kim Tiến; 1.585 người của xã Luân Mai về khu tái định cư thuộc xã Thanh Hương, huyện Thanh Chương; 1.073 người của xã Hữu Dương và 1.435 người của xã Hữu Khuông về khu tái định cư thuộc xã Thanh Thịnh, huyện Thanh Chương.

Ngày 17 tháng 12 năm 2019, Ủy ban Thường vụ Quốc hội ban hành Nghị quyết 831/NQ-UBTVQH14 về việc sắp xếp các đơn vị hành chính cấp xã thuộc tỉnh Nghệ An (nghị quyết có hiệu lực từ ngày 1 tháng 1 năm 2020). Theo đó:
- Giải thể xã Thạch Giám
- Sáp nhập một phần diện tích và dân số của xã Thạch Giám vào thị trấn Hòa Bình để thành lập thị trấn Thạch Giám
- Sáp nhập phần diện tích và dân số còn lại của xã Thạch Giám vào các xã Xá Lượng và Tam Thái.

Huyện Tương Dương có 1 thị trấn và 16 xã như hiện nay.

## Giao thông
Tương Dương nằm ở phía Tây tỉnh Nghệ An, có Quốc lộ 7A chạy ngang qua huyện. Đây là tuyến giao thông huyết mạch. Ngoài ra, sông Cả cũng là một tuyến giao thông trọng yếu. Một số xã vùng sâu thì đi lại chỉ bằng đường sông. Hiện nay, tỉnh lộ 487 nối liền quốc lộ 7A và quốc lộ 48 đã rút ngắn hành trình đi sang các huyện vùng Tây Bắc Nghệ An.

## Kinh tế - xã hội
Tương Dương là một trong 3 huyện nghèo của Nghệ An.
Với các chương trình của chính phủ như: Chương trình 135, Chương trình 134, Chương trình 30a đã làm thay đổi bộ mặt kinh tế, văn hóa, giáo dục, y tế của Tương Dương trong những năm gần đây.
100% số trẻ được đến trường. 100% trường học được kiên cố hóa. Số lượng học sinh thi đỗ vào các trường đại học, cao đẳng, trung học chuyên nghiệp ngày càng cao. Hiện cả huyện có 2 trường THPT DTNT, 1 Trung tâm GDTX, 1 trường PTDTNT THCS, 2 trường trung học phổ thông dân tộc nội trú, 20 trường trung học cơ sở, 37 trường tiểu học, 18 trường mầm non.
Cơ sở y tế được đầu tư, trạng bị lại. 100% số xã có trạm xá. 1 Bênh viện đa khoa với 50 giường bệnh. 1 Trung tâm Y tế. 3 cơ sở trạm xá đa khoa khu vực. Một số bệnh thường xảy ra là: tiêu chảy, kiết lị, phụ khoa, đau mắt hột, sốt rét và một số bệnh thông thường khác.

## Du lịch
- Hang Thẩm Nậm 19°30′45″B 104°37′29″Đ / 19,5125°B 104,624722°Đ là hang đá dạng karst nằm trong lòng dãy núi đá vôi Phá Chầng, gần bản Xiêng Lằm bên bờ Nậm Nơn (sông Lam) thuộc lòng hồ của Thủy điện Bản Vẽ, xã Hữu Khuông huyện Tương Dương. Theo tiếng dân tộc Thái thẳm Nặm là "hang Nước", Phá Chầng là "núi Ông" [8][9].